# Isidore Buvignier
Pour les articles homonymes, voir Buvignier.
Isidore Eugène Buvignier est un homme politique français né le 3 avril 1812 à Verdun (Meuse) et décédé le 7 novembre 1860 à Verdun. Il est le frère de Nicolas-Armand Buvignier (°1808 - †1880) et de Jean Buvignier (°1823 - †1902).

## Biographie

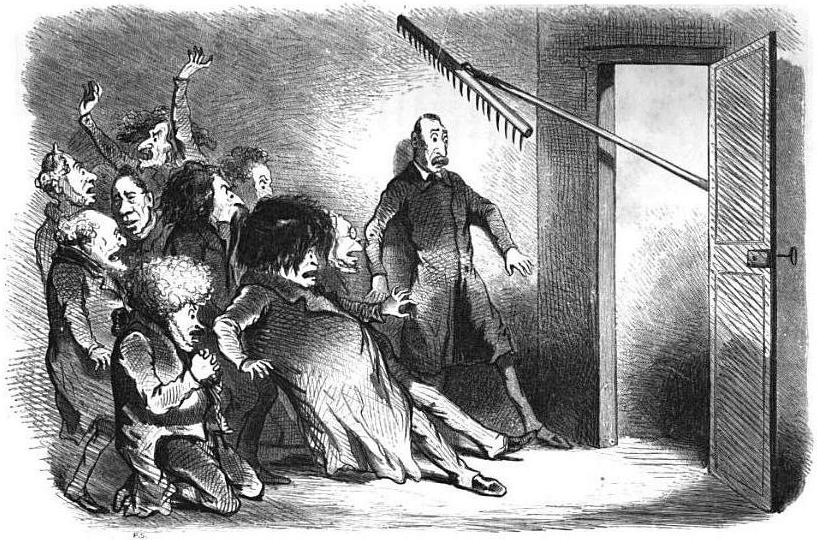
Buvignier (debout le long du mur) face à la « proposition Rateau », caricaturé par Cham

Étudiant en droit, il s'affilie à des sociétés secrètes républicaines et se retrouve impliqué dans un procès politique en 1834. Bien qu'acquitté, il est exclu de la faculté de droit pendant 4 ans. Il reprend ses études à Toulouse et devient avocat à Paris, puis à Verdun, tout en collaborant à des journaux républicains. En février 1848, il est sous-commissaire du gouvernement à Verdun, et devient député de la Meuse de 1848 à 1849, siégeant au groupe d'extrême gauche de la Montagne. Il n'est pas réélu en 1849 dans la Meuse. Lors des élections partielles en Saône-et-Loire, le 10 mars 1850, causées par la journée du 13 juin 1849, il est élu sur la liste socialiste. L'élection fut cependant invalidée, et Buvignier ne put se représenter au contraire de ses colistiers ans pouvoir siéger du fait de sa condamnation par la cour d'assises de la Seine à un an de prison, cinq cents francs d'amende, et à la privation de ses droits civiques pendant cinq ans, pour avoir été membre d'une société secrète, la Solidarité républicaine (ce qu'il nia). Sa peine purgée, il reprit la lute contre Bonaparte, mais à la suite du coup d'État du 2 décembre 1851, il fut condamné à la déportation à Cayenne, mais s'exila à Bruxelles. Il revient d'exil en 1860 après une amnistie, quelques mois avant sa mort.

## Sources
- « Isidore Buvignier », dans Adolphe Robert et Gaston Cougny, Dictionnaire des parlementaires français, Edgar Bourloton, 1889-1891 [détail de l’édition]